# یواس‌اس هنلی (دی‌دی-۳۹)
یواس‌اس هنلی (دی‌دی-۳۹) (به انگلیسی: USS Henley (DD-39)) یک کشتی بود که طول آن ۲۹۳ فوت ۱۱ اینچ (۸۹٫۵۹ متر) بود. این کشتی در سال ۱۹۱۲ ساخته شد.